# Johannes van Santen
Johannes van Santen (* 22. November 1772 in Hilversum; † 3. Juni 1858 in Utrecht) war der achte alt-katholische Erzbischof von Utrecht.

## Leben und Wirken
Die Priesterweihe empfing van Santen am 23. Juli 1797 durch Erzbischof Johannes Jacobus van Rhijn. Er übte sein Priesteramt von 1797 bis 1825 in Schiedam aus. Im Jahre 1806 wurde er Mitglied des Metropolitankapitels, 1814 Sekretär des Kapitels und nach dem Tod von Willibrord van Os 1825 bischöflicher Vikar, zusammen mit Wilhelmus Vet, dem Bischof von Deventer.
Am 14. Juni 1825 wählte das Kapitel van Santen zum Erzbischof, und am Sonntag, den 13. November 1825 spendete ihm der Bischof von Haarlem, Johannes Bon die Bischofsweihe.
Bei einer neuerlichen Disputation von 1827 mit dem päpstlichen Nuntius Francesco Capaccini scheiterte eine Einigung wiederum am Beharren Roms auf Unterzeichnung des „Formulars“.
In seine Amtszeit fiel mit den Besuchen von John Mason Neale 1852 der erste engere Kontakt mit der Anglikanischen Kirche.